# Две Фриде
Две Фриде (на шпанском Las dos Fridas) је слика мексичке уметнице Фриде Кало. Слика је њено прво велико дело и сматра се једном од њених најистакнутијих слика. То је двоструки аутопортрет, који приказује две верзије Фриде како седе заједно. Једна носи белу хаљину викторијанског изгледа у европском стилу, а друга традиционалну хаљину Техуана.  Слика се налази у Музеју модерне уметности у Мексико Ситију.

## Историја
Кало је насликала Две Фриде 1939. године, исте године када се развела од уметника Дијега Ривере, иако су се поново венчали годину дана касније. Према тврдњи Фридиног пријатеља Фернанда Гамбое, слика је инспирисана двема сликама које је Фрида видела те године у Лувру: сликом Две сестре Теодора Шасериоа и сликом анонимно аутора Габријела Д`Естре и једна од њених сестара.
У јануару 1940. године, Две Фриде су биле изложене на Међународној надреалистичкој изложби у Мексико Ситију.
Слика је остала у поседу Фриде Кало све док је 1947. године није купио Национални институт лепих уметности. Институт ју је 28. децембра 1966. године пренео у Музеј савремене уметности.

## Предмет
Неки историчари уметности су претпоставили да две фигуре на слици представљају Фридино дуално наслеђе. Њен отац, Гиљермо Кало, био је Немац; док је њена мајка Матилда Калдерон била Местик (мешавина шпанских колонијалиста и домородаца). Друго тумачење је да је једна Фрида она коју је обожавао њен супруг Дијего Ривера, док је друга Фрида она коју је он одбио. У Фридиној интерпретацији, слика је сећање на имагинарног пријатеља из детињства.
Оба Фриде држе ствари у крилу; мексичка Фрида држи мали портрет Дијега Ривере, а европска Фрида држи маказе. Приметна је и крв на хаљини европске Фриде из вене коју је пресекла маказама. Вена повезује Фриде тако што им вијуга кроз руке и кроз срце. Дело алудира на Фридин живот непрестаног бола и хируршких захвата и на Астечку традицију људског жртвовања.